# Dall'ignoto
Dall'ignoto (From Beyond, tradotto anche con Da Altrove e Dall'altrove) è un racconto breve di Howard Phillips Lovecraft ultimato il 16 novembre del 1920. Venne pubblicato per la prima volta su The Fantasy Fan nel giugno del 1934, mentre la rivista Weird Tales lo pubblicò nel febbraio del 1938. Da questo racconto è stato tratto il film From Beyond - Terrore dall'ignoto.

## Trama
Lo scienziato e filosofo Crawford Tillinghast inventa una macchina in grado di potenziare le capacità percettive della ghiandola pineale. Grazie a questo dispositivo elettrico, Tillinghast scopre che al di là della dimensione spazio-temporale percepita dall'uomo con i cinque sensi esiste un altro universo, affollato da entità indefinibili e percorso da fenomeni ottici e sonori del tutto ignoti alla fisica terrestre. La macchina, in realtà, non si limita a sviluppare le facoltà di percezione ma riesce anche a congiungere le due dimensioni, quella umana e quella dell'altrove, con il rischio che le creature amorfe e ostili della seconda si riversino nel mondo degli esseri umani.